# Zaharija Pribislavljević
Zaharija Pribislavljević, en serbe cyrillique Захарија Прибислављевић, Zacharie en français, est un souverain serbe de la dynastie des Vlastimirović de (923-924), fils de Pribislav Mutimirović.

## Zaharija abandonne Siméon
Zaharija décide lui aussi comme son prédécesseur Pavle Branović et comme son père Pribislav Mutimirović d’abandonner l’alliance formée avec les Bulgares pour s’allier aux Byzantins.

## Victoire de Zaharija
Siméon Ier de Bulgarie était à présent convaincu que les souverains serbes ne seraient avec lui que le temps de s’installer au pouvoir, car une fois princes de Serbie, ils abandonnaient l’alliance bulgare pour rejoindre les Romains d’orient. Il envoya alors une armée bulgare dirigée cette fois non pas par un prince serbe, mais par un boyard bulgare, dans le but d’occuper définitivement la Serbie.
Zaharija avait préparé l’armée serbe et gagné la bataille. Il renvoie à Siméon les têtes coupées des nobles bulgares. Byzance, qui avait essuyé plusieurs défaites contre les armées bulgares, et qui connaissait sa puissance, envoya ses félicitations au Prince de Serbie,.

## Fuite de Zaharija
Siméon comprit alors qu’il n'est pas possible d’occuper la Serbie sans avoir à la tête de ses troupes un général serbe qui connaisse bien ces régions montagneuses et couvertes de forêts. Il décide alors de remettre à la tête de son armée un Serbe, Časlav Klonimirović, fils de Klonimir de la dynastie des Vlastimirović.
En 924, Časlav pénètre en Serbie avec son armée. Zaharija est pris de court, car il ne pensait pas que Siméon aurait pu lever une nouvelle armée aussi vite ; et lorsqu'il apprend que Časlav est le général de cette armée, il décide de fuir en Croatie.

## La Serbie sous occupation bulgare
Après la « victoire » sans bataille de Časlav, Siméon Ier de Bulgarie lui demande de revenir en Bulgarie avec tous les princes serbes afin qu’ils lui rendent « hommage ». Časlav présente donc à Siméon tous les princes serbes, qui offrirent des cadeaux au tsar bulgare, en signe de soumission. Tout de suite après la cérémonie, Siméon fait décapiter tous les princes serbes sauf Časlav qui restera en Bulgarie comme « invité ». Il installe en Serbie des boyards bulgares. La Serbie restera sous occupation bulgare jusqu'à la mort de Siméon en 927. Časlav reprendra alors le pouvoir.